# بول فيغ
بول فيغ (بالإنجليزية: Paul Feig)‏ مواليد 17 سبتمبر 1962 في ماونت كليمنس، الولايات المتحدة، هو ممثل ومخرج ومنتج وكاتب سيناريو أمريكي بدأ مسيرته الفنية سنة 1980. فاز بجائزة نقابة المخرجين الأمريكيين.

## الأعمال

### أفلام
- سرقة هارفارد
- أنا ديفيد
- حبلت
- معلمة سيئة
- الإشبينات
- الحرارة
- جاسوس
- البينتس
- صائدو الأشباح
- فيرديناند

### مسلسلات
- حقائق الحياة
- روزان
- الساحرة المراهقة سابرينا
- ذا درو كاري شو
- المكتب
- عائلة بلوث
- ماد من
- ويدز
- 30 روك
- الحدائق والمنتزهات

## روابط خارجية
- بول فيغ على موقع IMDb (الإنجليزية)
- بول فيغ على موقع روتن توميتوز (الإنجليزية)
- بول فيغ على موقع ألو سيني (الفرنسية)
- بول فيغ على موقع أول موفي (الإنجليزية)
- بول فيغ على موقع بوكس أوفيس موجو (الإنجليزية)
- بول فيغ على موقع قاعدة بيانات الأفلام السويدية (السويدية)
- بول فيغ على موقع إن إن دي بي (الإنجليزية)
- بول فيغ على موقع ديسكوغز (الإنجليزية)
- بول فيغ على موقع قاعدة بيانات الفيلم (الإنجليزية)
- بول فيغ على موقع كينوبويسك (الروسية)